# The Woods (musikalbum)
The Woods är det sjunde studioalbumet av den amerikanska rockgruppen Sleater-Kinney, utgivet den 24 maj 2005 på skivbolaget Sub Pop. 

## Låtlista
Alla låtar är komponerade av Sleater-Kinney.
| Nr           | Titel                | Längd |
| ------------ | -------------------- | ----- |
| 1.           | The Fox              | 3:25  |
| 2.           | Wilderness           | 3:40  |
| 3.           | What's Mine Is Yours | 4:58  |
| 4.           | Jumpers              | 4:24  |
| 5.           | Modern Girl          | 3:01  |
| 6.           | Entertain            | 4:55  |
| 7.           | Rollercoaster        | 4:55  |
| 8.           | Steep Air            | 4:04  |
| 9.           | Let's Call It Love   | 11:01 |
| 10.          | Night Light          | 3:40  |
| Total längd: | Total längd:         | 48:03 |